# Eremorus becki
Eremorus becki är en mångfotingart som beskrevs av Chamberlin 1963. Eremorus becki ingår i släktet Eremorus och familjen Tampiyidae. Inga underarter finns listade i Catalogue of Life.